# Brezje (gmina Zagorje ob Savi)
Brezje – wieś w Słowenii, w gminie Zagorje ob Savi. W 2018 roku liczyła 108 mieszkańców.